# Afrophthalma pygmaea
Afrophthalma pygmaea es un coleóptero de la familia Chrysomelidae.
Fue descrita científicamente por primera vez en 2003 por Medvedev & Erber.